# Rancagua
Rancagua é uma comuna da província de Cachapoal, localizada na Região de O'Higgins, Chile. Possui uma área de 260,3 km² e uma população de 214.344 habitantes (2002).

## Esporte
A cidade de Rancagua possui o Estádio El Teniente, que sediou alguns jogos da Copa do Mundo FIFA de 1962. Este estádio é onde o O'Higgins Fútbol Club, participante do Campeonato Chileno de Futebol, manda seus jogos. No passado, também representaram Rancagua os clubes Club de Deportes América de Rancagua, Club de Deportes Instituto O'Higgins (que se fundiram para originar o clube O'Higgins).